# Martin Marietta
Martin Marietta Corporation fou una companyia aeronàutica nord-americana fundada l'any 1961 a costa de la fusió de les grans empreses Martin Company i American-Marietta Corporation. Les companyies combinades es van convertir en líders en la indústria química, tecnologia aeroespacial i electrònica.

## Història
L'any 1982 l'empresa Martin Marietta patí una OPA de l'empresa Bendix Corporation. Bendix comprà la majoria de les accions, i, en conseqüència, es convertí en propietària de la companyia. No obstant això, la direcció de la corporació Martin Marietta va usar el breu període de separació de la propietat i el control efectiu per a vendre els negocis no essencials i fer la seva pròpia OPA hostil contra la corporació Bendix (acció coneguda posteriorment com a Defensa Pac-Man). Thomas G. Pownall, CEO de Martin Marietta, va sortir-se'n i al final d'aquesta batalla, només va acabar sobrevivint l'empresa Martin Marietta. Bendix fou adquirida per Allied Corporation.

## Línia temporal
- 1961: Martin Marietta és format per la fusió de la Glenn L. Martin Company i American-Marietta Corporation
- 1982: l'intent de Bendix Corporation d'absorbir la companyia acaba amb la seva pròpia venda a Allied Corporation, Martin Marietta sobreviu.
- 1986: Martin Marietta guanya el contracte per a convertir l'MBI Titan II en un vehicle de llançament espacial. La Martin Company construí els MBI originals.
- 1987: és format Electronics & Missiles Group, amb la seu a Orlando, Florida.
- 1991: es reorganitza Electronics & Missiles Group en el Electronics, Information & Missiles Group
- 1993: Martin Marietta adquireix General Electric Aerospace per 3 mil milions de dòlars, permetent el màrketing combinat dels sistemes complementaris, com, per exemple, míssils Titan Martin Marietta llançant satèl·lits de GE.
- 1993: adquireix la gestió de contractes per a Sandia National Laboratories.
- 1993: adquireix la unitat de sistemes espacials General Dynamics.[9]
- 1994: Martin Marietta completa la seva oferta Pública de Venda del 19 per cent de les accions comúns de Martin Marietta Materials, que es llisten en el New York Stock Exchange com MLM.
- 1995: Martin Marietta es fusiona amb Lockheed Corporation per a formar així Lockheed Martin.

## Productes

### Avions
- Martin X-23 PRIME

- Martin Marietta X-24A

- Martin Marietta X-24B

### Míssils i coets
- AGM-12 Bullpup
- AGM-62 Walleye
- Titan
- HGM-25A Titan I
- LGM-25C Titan II
- Titan IIIA
- Titan IIIB
- Titan IIIC
- Commercial Titan III
- Titan IIID
- Titan IIIE
- Titan IV
- Titan 23G
- Titan 34D
- MGM-31 Pershing
- MGM-51 Shillelagh
- MGM-118 Peacekeeper
- MGM-134 Midgetman
- FGM-148 Javelin
- AGR-14 ZAP
- ASALM
- Sprint
- Coet Atlas
- Atlas I
- Atlas II

### Naus espacials
- Magellan
- Mars Polar Lander
- Programa Viking
- Viking 1
- Viking 2
- WIND (spacecraft)

### Avions no anomenats
- Martin Marietta Model 845
- AQM-127 SLAT